# Paulito
Paulito, właśc. Antonio Trigo (ur. 3 września 1976 w Maputo) – mozambicki piłkarz grający na pozycji pomocnika.

## Kariera klubowa
Swoją karierę piłkarską Paulito rozpoczął w klubie Ferroviário Maputo. W jego barwach zadebiutował w 1994 roku w pierwszej lidze mozambickiej. W latach 1996 i 1997 wywalczył z Ferroviário dwa tytuły mistrza Mozambiku. W 1996 roku zdobył też Puchar Mozambiku.
W 1998 roku Paulito przeszedł do południowoafrykańskiego Manning Rangers. Grał w nim do końca sezonu 2002/2003. W połowie 2003 roku został zawodnikiem Mamelodi Sundowns. W sezonach 2005/2006 i 2006/2007 wywalczył mistrzostwo Premier Soccer League. W 2007 roku zakończył karierę.

## Kariera reprezentacyjna
W reprezentacji Mozambiku Paulito zadebiutował 12 maja 1996 w wygranym 1:0 towarzyskim meczu ze Eswatini. W 1998 roku był w kadrze Mozambiku na Puchar Narodów Afryki 1998. Na nim rozegrał trzy mecze: z Egiptem (0:2), z Marokiem (0:3) i z Zambią (1:3). W kadrze narodowej grał do 2005 roku. Rozegrał w niej 51 meczów i strzelił 1 gola.